# Chrysis parabrevitarsis
Chrysis parabrevitarsis — вид ос з родини ос-блискіток (Chrysididae). Описаний у 2021 році.

## Поширення
Вид описаний зі зразка, що виявлений серед піщаних дюн у муніципалітеті Фарсунн на півдні Норвегії. Ймовірно, він поширений ширше у країнах Балтії.

## Опис
Довжина 6–10 мм. Забарвленням та способом життя схожий на Chrysis brevitarsis, але нижня щелепа не має субапікального зуба, пунктація мезоскутума щільніша, а пунктація Т2 зазвичай грубіша.

## Спосіб життя
Імаго літають з травня по серпень. Трапляються на узліссях, галявинах та садах з оголеною мертвою деревиною на сонячній стороні. Дорослі час від часу відвідують квіти Apiaceae. Господарями для личинок є оси Eumeninae з роду Euodynerus.